# 橋本站 (福岡縣)

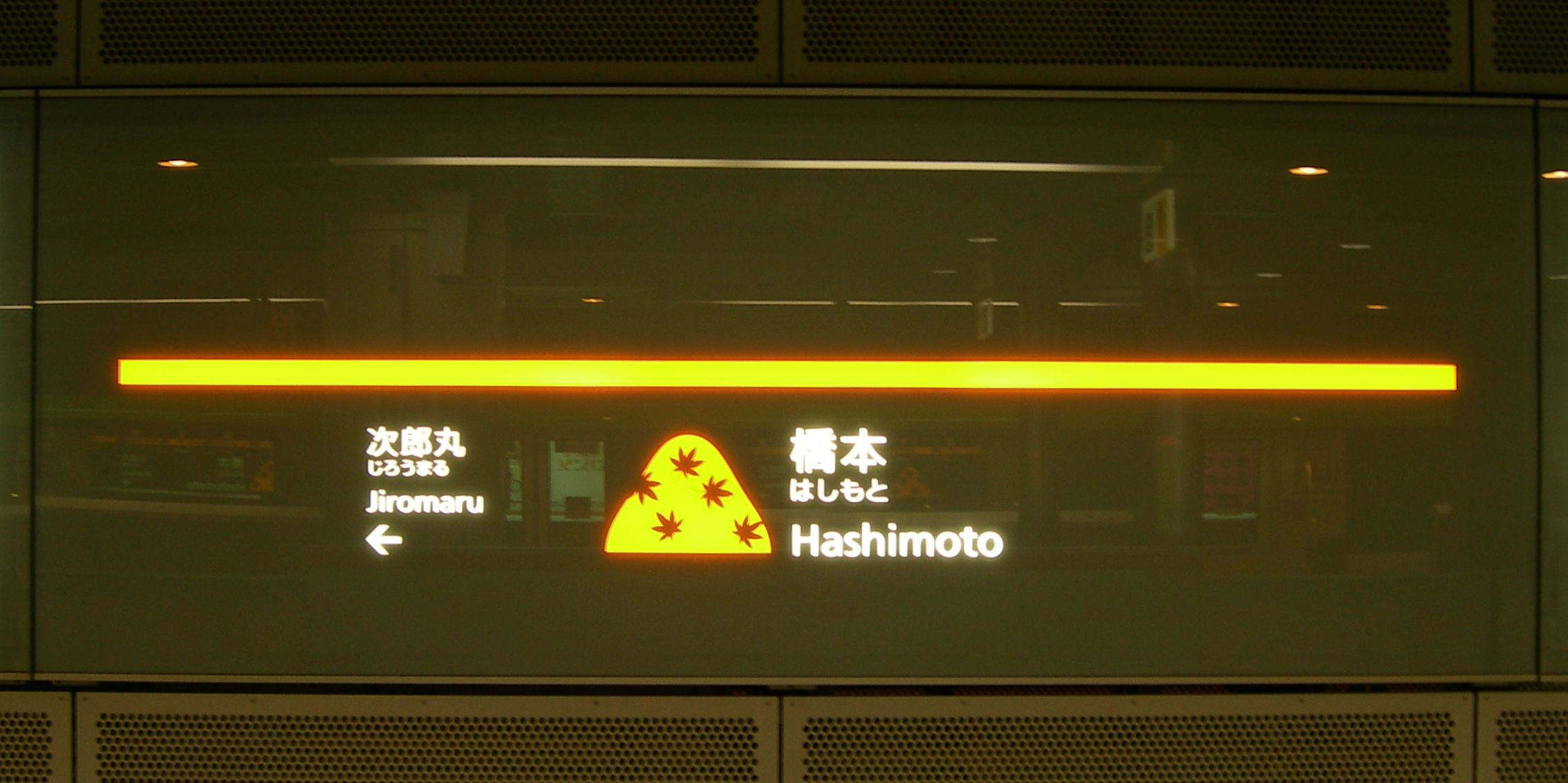
站名牌

橋本站 （日语：／ Hashimoto eki */?）是一個位於日本福岡縣福岡市西區橋本二丁目，屬於福岡市地下鐵七隈線的鐵道車站。此站是少數設有免費自行車停車場的福岡市地下鐵車站，因為考慮到遠方的乘客會來到七隈線的終點站。車站編號是N01。

## 歷史
- 2002年（平成14年）11月27日：開工。
- 2005年（平成17年）2月3日：開業。

## 車站構造
側式1面1線與島式1面2線的複合3線月台地底車站。側式月台是下車專用。

### 月台配置
| 月台 | 路線   | 目的地                         |
| ---- | ------ | ------------------------------ |
| 1、2 | 七隈線 | 福大前、六本松、藥院、博多方向 |
| 3    | 七隈線 | 下車專用月台                   |

## 利用狀況
2016年（平成28年）度的1日平均上車人次為4,182人。
開業以來的1日平均上車人次的推移如下表。
| 年度               | 1日平均 上車人次 |
| ------------------ | ---------------- |
| 2004年（平成16年） | 2,326            |
| 2005年（平成17年） | 1,602            |
| 2006年（平成18年） | 1,900            |
| 2007年（平成19年） | 2,059            |
| 2008年（平成20年） | 2,110            |
| 2009年（平成21年） | 2,401            |
| 2010年（平成22年） | 2,529            |
| 2011年（平成23年） | 3,415            |
| 2012年（平成24年） | 3,497            |
| 2013年（平成25年） | 3,776            |
| 2014年（平成26年） | 3,919            |
| 2015年（平成27年） | 4,041            |
| 2016年（平成28年） | 4,182            |

## 相鄰車站
福岡市交通局（福岡市地下鐵）
 七隈線
橋本（N01）－次郎丸（N02）

## 外部連結
- 福岡市地下鐵 橋本站 （页面存档备份，存于）